# Emil Breiter
Emil Breiter (ur. 19 lipca 1886 w Krakowie, zm. 22 czerwca 1943 w Gołąbkach) – prawnik, adwokat, publicysta, krytyk teatralny.

## Życiorys
Był synem Stanisława i Salomei z Eisenów (krakowska inteligencja pochodzenia żydowskiego). Od 1904 do 1909 studiował prawo na UJ, a następnie przez rok na Sorbonie. W czasie studiów był w delegacji do prezydenta Krakowa (Juliusz Leo), by dyrektorem teatru krakowskiego został Stanisław Wyspiański. W 1913 Przystąpił do Związku Strzeleckiego. Podczas I wojny światowej walczył jako oficer. Tuż po wojnie pracował w Biurze Prasowym Naczelnego Dowództwa. Następnie był adwokatem i radcą prawnym. Był także skarbnikiem PEN-Clubu. W 1920 ożenił się z Marią Rotmil. Zamordowany w czasie wojny przez Niemców.

## Aktywność publicystyczna
Recenzje literackie i teatralne zaczął publikować w prasie jeszcze w czasie studiów w Krakowie („Tygodnik”, warszawski „Izraelita”, „Społeczeństwo”, „Przegląd Społeczny”, „Krytyka” Wilhelma Feldmana (1907–1911). Po przeprowadzce po wojnie do Warszawy publikował szkice krytycznoliterackie w „Skamandrze” (członek zespołu redakcyjnego 1920–1922) i w „Wiadomościach Literackich” (1924–1939) oraz w periodykach „Maski” i „Zdrój”. Recenzje teatralne umieszczał w „Gazecie Polskiej” (1919), tygodniku „Świat” (1919–1927), dzienniku „Naród” (1920–1921) i „Głos Polski” (1922–1923). Jako prawnik opowiadał się za uchwaleniem specjalnej ustawy teatralnej.

## Odznaczenia
- Srebrny Wawrzyn Akademicki (5 listopada 1935)[5].